# Système éducatif en Pologne
Pour un article plus général, voir Enseignement en Pologne.

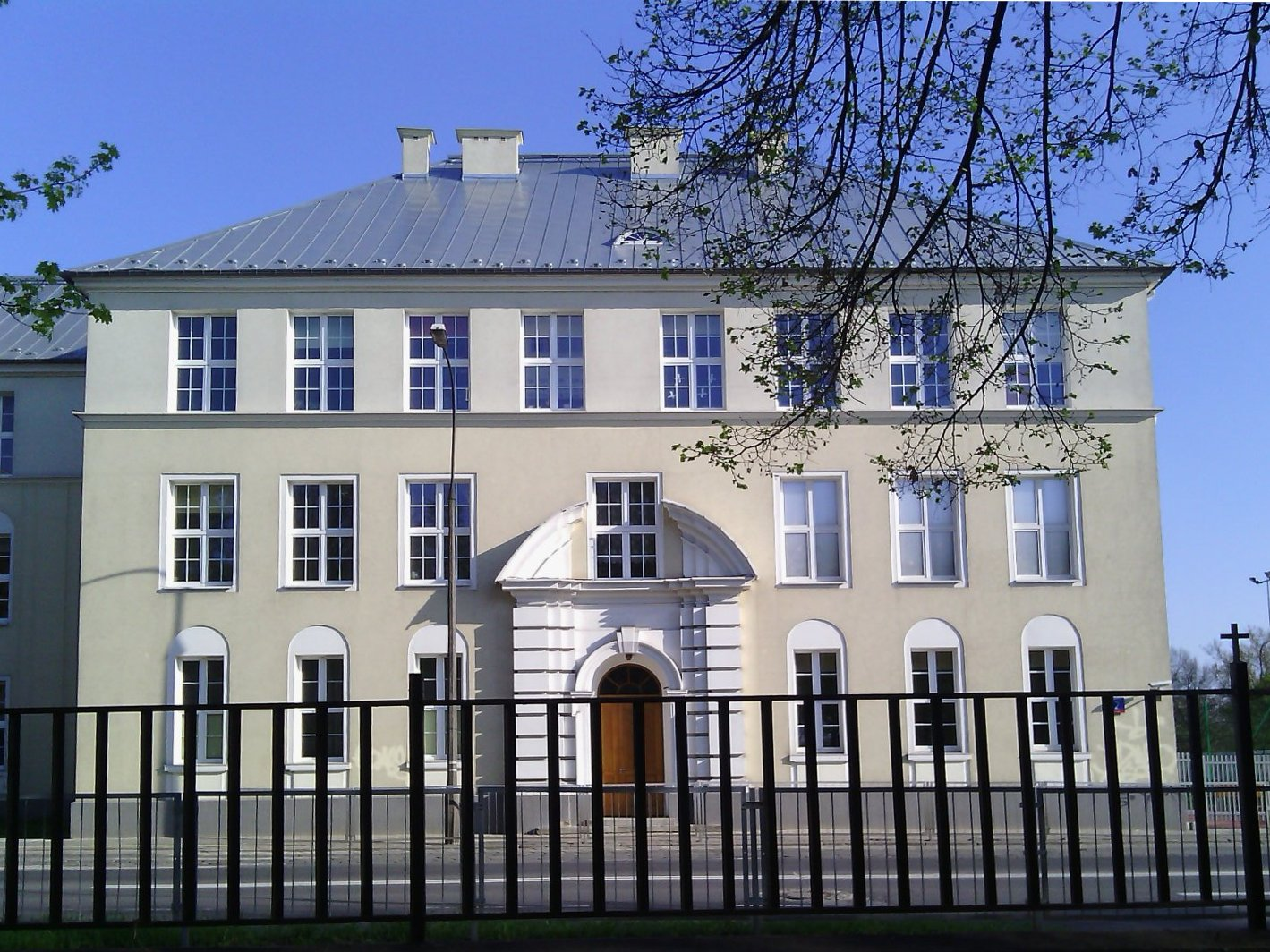
École élémentaire n°206, Varsovie, 2013

Le système éducatif en Pologne est l'ensemble des dispositifs publics régulant et codifiant l'enseignement en Pologne.
L'éducation y est obligatoire pour les enfants entre 6  et   18 ans.
- Une année d'école maternelle (en polonais : przedszkole).

- Puis un passage au sein des huit classes que compte l'école primaire (en polonais : szkoła podstawowa), avec un examen final.

- Après cet examen primaire, quatre ou cinq ans en école secondaire (en) (en polonais : szkoła średnia), conclu par le passage du diplôme de maturité (en polonais : matura) , similaire au baccalauréat.

- Ensuite, il est possible de poursuivre au sein de l'enseignement supérieur, par exemple parmi les nombreuses universités que compte la Pologne.

L'administration du système scolaire polonais relève de la Commission de l'éducation nationale, fondée en 1773 et considérée comme le premier ministère de l'instruction publique en Europe.